# Playoffs NBA 1955
Navigation
Playoffs 1954 Playoffs 1956
Les playoffs NBA 1955 sont les playoffs de la saison NBA 1954-1955. Ils se terminent sur la victoire des Nationals de Syracuse face aux Pistons de Fort Wayne 4 matches à 3 lors des finales NBA.

## Fonctionnement
Dans chaque Division, les trois meilleures équipes sont qualifiées pour les playoffs au terme de la saison régulière. À l'Est, les équipes qualifiées sont :
1. les Nationals de Syracuse
2. les Knicks de New York
3. les Celtics de Boston

Les équipes qualifiées à l'Ouest sont :
1. les Pistons de Fort Wayne
2. les Lakers de Minneapolis
3. les Royals de Rochester

Lors des demi-finales de Division, le deuxième affronte le troisième dans une série au meilleur des trois matches. Le gagnant rencontre alors, en Finales de Division, le premier de la Division au meilleur des cinq matches. Les deux gagnants se rencontrent lors des finales NBA, qui se jouent au meilleur des sept matches.

## Classement en saison régulière
| Champion de division | Qualifié pour les playoffs | Éliminé des playoffs |

| Division Est             | V  | D  | PCT  | GB |
| ------------------------ | -- | -- | ---- | -- |
| Nationals de Syracuse    | 43 | 29 | .597 | -  |
| Knicks de New York       | 38 | 34 | .528 | 5  |
| Celtics de Boston        | 36 | 36 | .500 | 7  |
| Warriors de Philadelphie | 33 | 39 | .458 | 10 |
| Bullets de Baltimore     | 3  | 11 | .214 | 11 |

| Division Ouest        | V  | D  | PCT  | GB |
| --------------------- | -- | -- | ---- | -- |
| Pistons de Fort Wayne | 43 | 29 | .597 | -  |
| Lakers de Minneapolis | 40 | 32 | .556 | 3  |
| Royals de Rochester   | 29 | 43 | .403 | 14 |
| Hawks de Milwaukee    | 26 | 46 | .361 | 17 |

Les Bullets de Baltimore font faillite le 27 novembre 1954 en cours de saison. Les statistiques des Bullets pour la saison 1954-55 ne sont pas alors pris en compte par la NBA.

## Tableau
|  | Demi-finales de Division | Demi-finales de Division | Demi-finales de Division |                       |   | Finales de Division | Finales de Division | Finales de Division |  |  | Finales NBA | Finales NBA           | Finales NBA |
|  |                          |                          |                          |                       |   |                     |                     |                     |  |  |             |                       |             |
|  |                          |                          |                          |                       |   |                     |                     |                     |  |  |             |                       |             |
|  |                          | 1                        | Nationals de Syracuse    | 3                     |   |                     |                     |                     |  |  |             |                       |             |
|  | Division Est             | 1                        | Nationals de Syracuse    | 3                     |   |                     |                     |                     |  |  |             |                       |             |
|  |                          |                          | 3                        | Celtics de Boston     | 1 |                     |                     |                     |  |  |             |                       |             |
|  | 3                        | Celtics de Boston        | 3                        | Celtics de Boston     | 1 | 2                   |                     |                     |  |  |             |                       |             |
|  | 3                        | Celtics de Boston        |                          |                       |   | 2                   |                     |                     |  |  |             |                       |             |
|  | 2                        | Knicks de New York       | 1                        |                       |   |                     |                     |                     |  |  |             |                       |             |
|  |                          |                          |                          |                       |   |                     |                     |                     |  |  | E1          | Nationals de Syracuse | 4           |
|  |                          |                          | O1                       | Pistons de Fort Wayne | 3 |                     |                     |                     |  |  |             |                       |             |
|  |                          |                          |                          |                       |   |                     |                     |                     |  |  |             |                       |             |
|  |                          |                          |                          |                       |   |                     |                     |                     |  |  |             |                       |             |
|  |                          | 1                        | Pistons de Fort Wayne    | 3                     |   |                     |                     |                     |  |  |             |                       |             |
|  | Division Ouest           | 1                        | Pistons de Fort Wayne    | 3                     |   |                     |                     |                     |  |  |             |                       |             |
|  |                          |                          | 2                        | Lakers de Minneapolis | 1 |                     |                     |                     |  |  |             |                       |             |
|  | 2                        | Lakers de Minneapolis    | 2                        | Lakers de Minneapolis | 1 | 2                   |                     |                     |  |  |             |                       |             |
|  | 2                        | Lakers de Minneapolis    |                          |                       |   | 2                   |                     |                     |  |  |             |                       |             |
|  | 3                        | Royals de Rochester      | 1                        |                       |   |                     |                     |                     |  |  |             |                       |             |

## Scores

### Demi-finales de Division

#### Division Est
- Celtics de Boston - Knicks de New York 2-1
  - 15 mars : New York @ Boston 101-122
  - 16 mars : Boston @ New York 95-102
  - 19 mars : Boston' @ New York 116-109

#### Division Ouest
- Lakers de Minneapolis - Royals de Rochester 2-1
  - 16 mars : Rochester - Minneapolis 78-82 (joué à St. Paul)
  - 18 mars : Minneapolis @ Rochester 92-94
  - 19 mars : Rochester - Minneapolis  110-119 (joué à St. Paul)

### Finales de Division

#### Division Est
- Nationals de Syracuse - Celtics de Boston 3-1
  - 22 mars : Boston @ Syracuse 100-110
  - 24 mars : Boston @ Syracuse 110-116
  - 26 mars : Syracuse @ Boston 97-100 (après prolongation)
  - 27 mars : Syracuse @ Boston 110-94

#### Division Ouest
- Pistons de Fort Wayne - Lakers de Minneapolis 3-1
  - 20 mars : Minneapolis - Fort Wayne 79-96 (joué à Elkhart)
  - 22 mars : Minneapolis - Fort Wayne 97-98 (après prolongation) (joué à Indianapolis)
  - 23 mars : Fort Wayne @ Minneapolis 91-99 (après prolongation)
  - 27 mars ; Fort Wayne @ Minneapolis 105-96

### Finales NBA
- Nationals de Syracuse - Pistons de Fort Wayne 4-3
  - 31 mars : Fort Wayne @ Syracuse 82-86
  - 2 avril : Fort Wayne @ Syracuse 84-87
  - 3 avril : Syracuse - Fort Wayne 89-96 (joué à Indianapolis)
  - 5 avril : Syracuse - Fort Wayne 102-109 (joué à Indianapolis)
  - 7 avril : Syracuse - Fort Wayne 71-74 (joué à Indianapolis)
  - 9 avril : Fort Wayne @ Syracuse 104-109
  - 10 avril : Fort Wayne @ Syracuse 91-92